# Klinik Diakonissen Linz

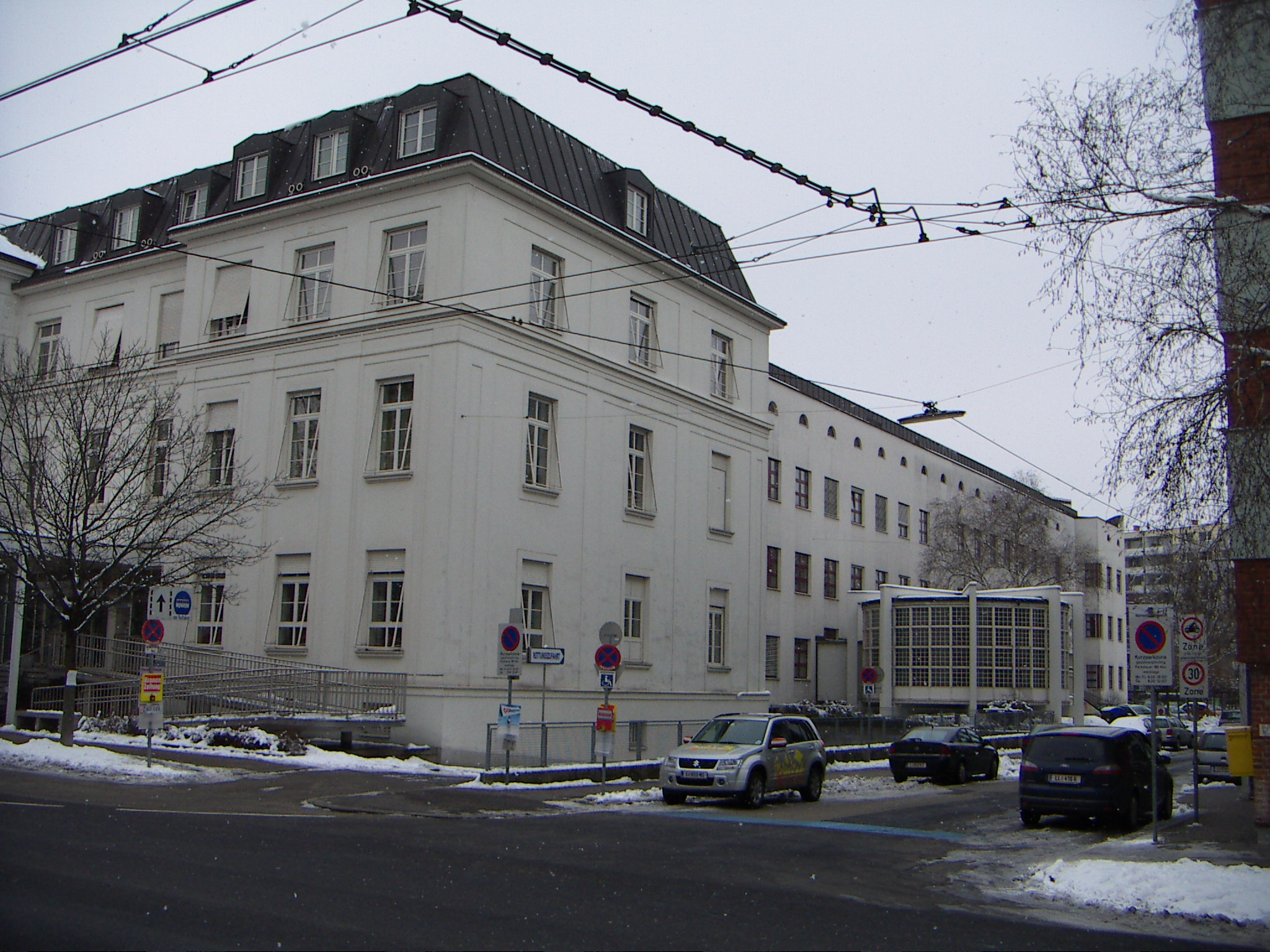
Diakonissenkrankenhaus

Die Klinik Diakonissen Linz ist ein Privatkrankenhaus mit Belegarztsystem in der Weissenwolffstraße 15 in Linz.

## Geschichte
Im Jahr 1890 begann der „Verein zur Errichtung und Erhaltung einer Station für evangelische Krankenpflege“, gegründet auf Initiative von Pfarrer August Georg Koch, mit dem Sammeln von Spenden. Der Bau wurde 1895 begonnen, 1906 konnte der Betrieb des Evangelischen Krankenhauses aufgenommen werden. 1908 wurde das Krankenhaus vom Evangelischen Diakoniewerk Gallneukirchen übernommen, das bis heute der Eigentümer ist. Diakonissen waren bis 1990 im Krankenhaus tätig.

## Architektur
Nach dem Neubau eines Ordinationszentrums und der Tiefgarage wurden seit dem Jahr 2012 weitere 23 Mio. Euro für die Komplettsanierung in die Hand genommen, um das Spitzenniveau der medizinischen Ausstattung beizubehalten und den Wohlfühlfaktor in der Klinik zu gewährleisten. Der gesamte Gebäudekomplex wurde Schritt für Schritt durch den Betreiber saniert und auf den neuesten Stand der Technik gebracht. Mit dem letzten realisierten Projekt wurde der OP-Bereich als Herzstück der Klinik fertiggestellt. Am 2. Jänner 2019 wurde der OP-Neubau der Klinik Diakonissen in Linz eröffnet. Vier neue OP-Säle samt Nebenräumen sowie der erforderlichen Logistik und Technik wurden Ende 2018 am bestehenden Standort fertiggestellt. Für den neuen OP-Bereich wurde der vor 30 Jahren errichtete Bauteil A mit einer Fläche von 1.500 m² auf den Ebenen 0 (OP) und +3 (Technik) bei laufendem Klinikbetrieb umgebaut. Während der gesamten Bauzeit wurden Arbeiten durchgeführt, ohne den OP-Betrieb im darunterliegenden Stockwerk zu unterbrechen. Auch in den über der Baustelle liegenden Bettenstationen lief normaler Klinikbetrieb.

## Medizinische Angebote
Die medizinischen Schwerpunkte der Klinik liegen in der Behandlung von Erkrankungen des Bewegungsapparates und der Wirbelsäule, Augenchirurgie, Venenchirurgie und Vorsorge und Innere Medizin. An infrastruktureller Ausstattung stehen dafür u. a. 100 Betten in Ein- und Zweibettzimmern, hochmoderne OP-Säle, ein Augenzentrum, eine vollausgestattete Radiologie und Endoskopie sowie ein Ordinationszentrum zur Verfügung.